# 扎莫日涅 (格洛比諾區)
49°24′20″N 33°43′4″E / 49.40556°N 33.71778°E

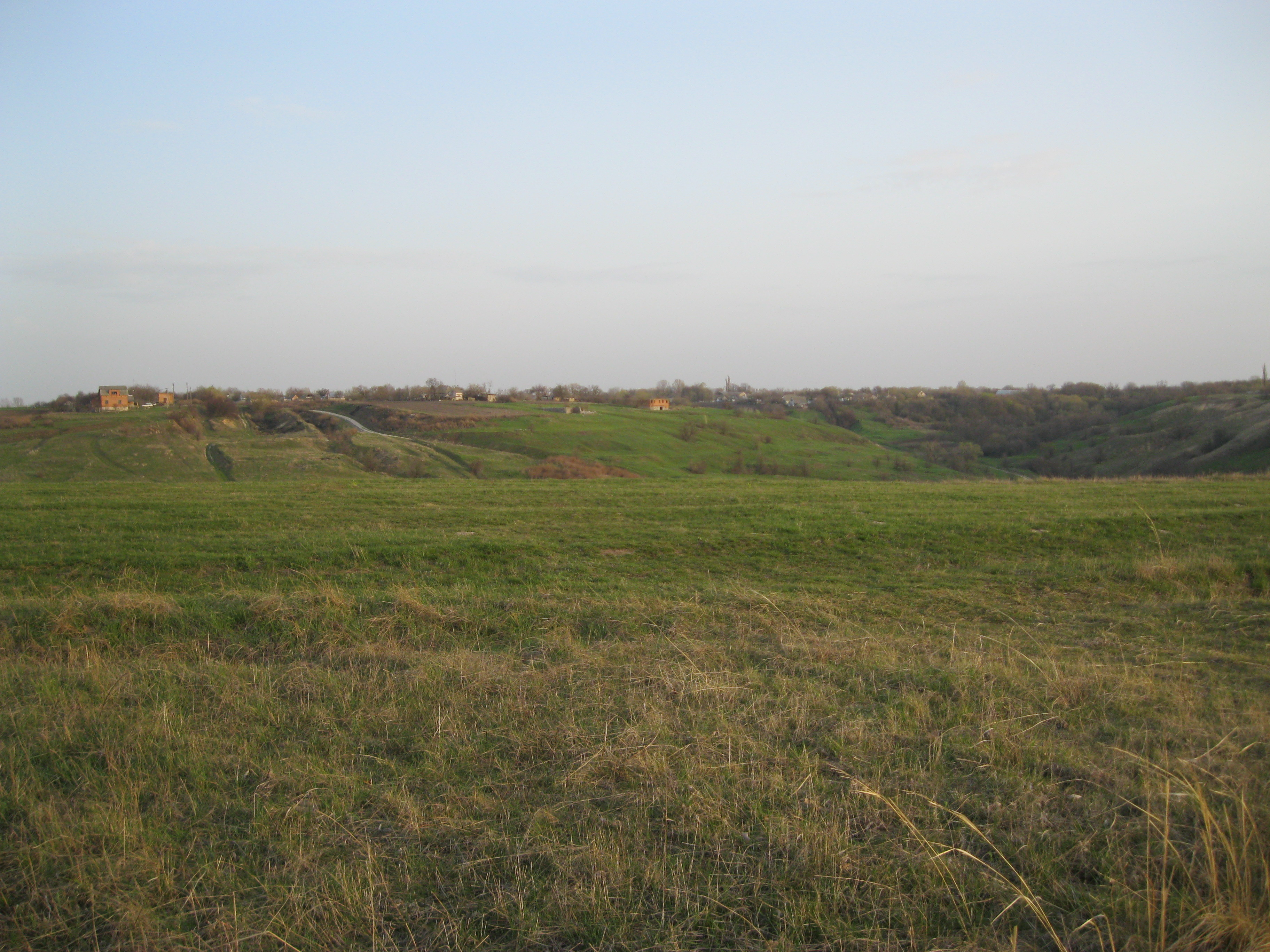
波尔塔瓦州格洛宾区扎莫日涅村

扎莫日涅（烏克蘭語：Заможне），是烏克蘭中部的村莊，隸屬波爾塔瓦州的克雷門丘克區。該村處於普肖爾河右岸，始建於1631年，面積1.86平方公里，2001年人口457。